# Doğukan Arıkan
Doğukan Arıkan, né le 5 septembre 2001 à Samsun, est un coureur cycliste turc. Il est membre de l'équipe Spor Toto.

## Biographie
Doğukan Arıkan est né en septembre 2001 à Samsun, près de la mer Noire. Il grandit toutefois dans la localité de Giresun, où son père lui offre son premier vélo. Vers l'âge de onze ans, il s'inscrit et participe à sa première course cycliste, qu'il remporte. Il est repéré à cette occasion par un entraîneur, qui l'intègre dans un club local en 2014. Dans les catégories de jeunes, il devient champion national de Turquie à plusieurs reprises. Il est également champion des Balkans sur piste en 2018 chez les juniors,.
En 2019, il représente la Turquie au Trophée Centre Morbihan, une manche de la Coupe des Nations Juniors. Il intègre ensuite l'équipe continentale Spor Toto en 2023. Bon rouleur, il est sacré champion de Turquie du contre-la-montre espoirs. Il brille par ailleurs lors des championnats des Balkans sur piste en décrochant deux médailles, dans l'omnium (or) et la course aux points (argent).
En juin 2024, il devient champion de Turquie sur route chez les élites.

## Palmarès sur route

### Par année
- 2018
  - 2e du championnat de Turquie du contre-la-montre juniors
- 2020
  - 2e du championnat de Turquie du contre-la-montre espoirs
- 2023
  -  Champion de Turquie du contre-la-montre espoirs
- 2024
  -  Champion de Turquie sur route

### Classements mondiaux
| Année           | 2020 | 2021   | 2022 | 2023 |
| --------------- | ---- | ------ | ---- | ---- |
| UCI Europe Tour | 997e | 1 441e |      | 943e |

## Palmarès sur piste

### Championnats des Balkans
- Plovdiv 2023
  -  Médaillé d'or de l'omnium
  -  Médaillé d'argent de la course aux points